# 더 킹스 초이스
더 킹스 초이스(Kongens Nei, The Kings Choice)는 노르웨이에서 제작된 에릭 포페 감독의 2016년 전쟁, 드라마 영화이다. 제스퍼 크리스텐슨 등이 주연으로 출연하였고 핀 게르드룸 등이 제작에 참여하였다.

## 출연

### 주연
- 제스퍼 크리스텐슨
- 안데르스 바스모 크리스티안센
- 튜바 노보트니
- 카타리나 슈틀러

## 제작진
- 의상: 카렌 파브리티어스 그램